# Buchen (Odenwald)

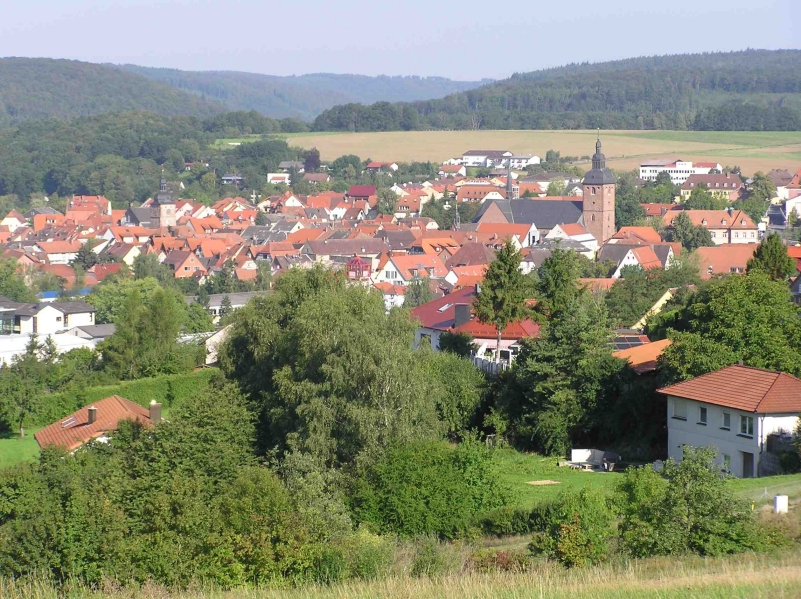
Panorama miasta

Buchen (Odenwald) – miasto w Niemczech, w kraju związkowym Badenia-Wirtembergia, w rejencji Karlsruhe, w regionie Rhein-Neckar, w powiecie Neckar-Odenwald. Leży w Odenwaldzie, ok. 25 km na północny wschód od Mosbach, przy drodze krajowej B27 i linii kolejowej Osterburken–Miltenberg.

## Osoby

### urodzone w Buchen
- Wilhelm Schnarrenberger, malarz

### związane z miastem
- Egon Eiermann, architekt
- Joseph Martin Kraus, kompozytor
- Franz Sigel, oficer